# دهستان کارنا
دهستان کارنا (به لاتین: Karna Gewog) یک دهستان در کشور بوتان است که در ناحیهٔ داگانا واقع شده‌است.